# Ignacio Saavedra
Ignacio Antonio Saavedra Pino (Vitacura, Chile, 12 de enero de 1999) es un futbolista profesional chileno que se desempeña como mediocampista defensivo y actualmente milita en el PFC Sochi de la Liga Nacional de Fútbol de Rusia, la segunda categoría de aquel país.

## Trayectoria

### Inicios
Nació en una familia ligada al deporte. A los seis años inició participando en las divisiones infantiles de Colo-Colo, permaneció 5 años en club, hasta que dejó de motivarse por jugar, fue donde eventualmente cambiaría de aires y se iría a los 13 años a la precordillera donde entraría en las juveniles de Universidad Católica. Ya en el club estudiantil fue quemando etapas rápidamente, demostrando su talento lo que lo llevó a ser nominado a la selección chilena sub-17 y luego la sub-20.

### Universidad Católica
Tras la llegada de Beñat San José al cuadro cruzado y gracias a la regla de los sub-20, haría su debut profesional el 4 de agosto de 2018 cuando se enfrentó Universidad Católica contra Everton, jugando 88' minutos en el triunfo por 2 a 1 del elenco estudiantil, desde ahí se volvería un jugador fijo en la escuadra. El 2 de diciembre de ese mismo año, logró su primer título en el futbol chileno con Universidad Católica (el cual corresponde al título número 13 del club) a pesar de no haber podido jugar durante la totalidad del encuentro contra Deportes Temuco, debido a una lesión durante los primeros minutos de juego. Al año siguiente, ganó la Supercopa de Chile 2019, y a fines de temporada nuevamente festejó un bicampeonato al quedarse con la copa de la Primera División 2019. 
En febrero de 2021, logró el tricampeonato con Universidad Católica al ganar el campeonato Primera División 2020. En marzo del mismo año se coronó campeón de la Supercopa 2020 con el triunfó de Católica 4-2 sobre Colo Colo. A finales de ese año, disputó con el club la final de la Supercopa 2021 frente a Ñublense, donde la UC se coronó en tanda de penales tricampeón de está competencia, también la institución se coronó tetracampeón del torneo nacional, tras ganar las ediciones 2018, 2019, 2020 y 2021, Saavedra formó parte de todos los torneos y está nueva estrella se convirtió en su séptimo título con la franja.

## Selección nacional

### Selecciones menores
Disputó la Copa Mundial Sub-17 de 2015 en Chile, donde la selección chilena llegó hasta los octavos de final, siendo eliminada tras ser derrotada 1 a 4 por su similar de México. Participó como titular en los 4 partidos que jugó la selección en dicho campeonato.
En abril de 2019 es convocado por Bernardo Redín, asistente técnico de Reinaldo Rueda en la Selección Nacional de Chile, para integrar el primer microciclo de preparación de cara al Torneo Maurice Revello 2019 de la selección chilena sub-23.

#### Participaciones en Copas del Mundo
| Mundial                       | Sede  | Resultado        | PJ | Goles |
| ----------------------------- | ----- | ---------------- | -- | ----- |
| Copa Mundial de Fútbol Sub-17 | Chile | Octavos de final | 4  | 0     |

### Selección absoluta
En marzo de 2021 es convocado por Martin Lasarte para un microciclo válido para las clasificatoria Conmebol Catar 2022, posteriormente formó parte de la nómina de la selección para disputar un partido amistoso con la selección de Bolivia. El 26 de marzo, disputó su primer encuentro con la selección nacional tras entrar a los 88' minutos en el partido amistoso entre Chile y Bolivia que terminó con triunfo de la roja por 2 a 1.

#### Partidos internacionales
Actualizado hasta el 12 de diciembre de 2021.
| 1     | 26 de marzo de 2021     | Estadio El Teniente, Rancagua, Chile                    | Chile       | 2-1 | Bolivia |   |  | Martín Lasarte | Amistoso |
| 2     | 9 de diciembre de 2021  | Q2 Stadium, Austin, Estados Unidos                      | México      | 2-2 | Chile   |   |  | Martín Lasarte | Amistoso |
| 3     | 12 de diciembre de 2021 | Banc of California Stadium, Los Ángeles, Estados Unidos | El Salvador | 0-1 | Chile   |   |  | Martín Lasarte | Amistoso |
| Total | Total                   | Total                                                   | Presencias  | 3   | Goles   | 0 |  |                |          |

| Selección chilena | Selección chilena | Selección chilena |
| Año               | Partidos          | Goles             |
| ----------------- | ----------------- | ----------------- |
| 2021              | 3                 | 0                 |
| Total             | 3                 | 0                 |

## Estadísticas

### Clubes
| Club                         | Div.          | Temporada     | Liga  | Liga  | Liga   | Copas Nacionales | Copas Nacionales | Copas Nacionales | Torneos Internacionales | Torneos Internacionales | Torneos Internacionales | Total | Total | Total  |
| Club                         | Div.          | Temporada     | Part. | Goles | Asist. | Part.            | Goles            | Asist.           | Part.                   | Goles                   | Asist.                  | Part. | Goles | Asist. |
| ---------------------------- | ------------- | ------------- | ----- | ----- | ------ | ---------------- | ---------------- | ---------------- | ----------------------- | ----------------------- | ----------------------- | ----- | ----- | ------ |
| Universidad Católica · Chile | 1.ª           | 2018          | 13    | 0     | 0      | —                | —                | —                | —                       | —                       | —                       | 13    | 0     | 0      |
| Universidad Católica · Chile | 1.ª           | 2019          | 9     | 0     | 0      | 4                | 0                | 0                | 2                       | 0                       | 0                       | 15    | 0     | 0      |
| Universidad Católica · Chile | 1.ª           | 2020          | 32    | 0     | 2      | 1                | 0                | 0                | 11                      | 0                       | 0                       | 44    | 0     | 2      |
| Universidad Católica · Chile | 1.ª           | 2021          | 28    | 0     | 0      | 3                | 0                | 0                | 8                       | 0                       | 0                       | 39    | 0     | 0      |
| Universidad Católica · Chile | 1.ª           | 2022          | 25    | 0     | 0      | 6                | 0                | 0                | 6                       | 0                       | 0                       | 37    | 0     | 0      |
| Universidad Católica · Chile | 1.ª           | 2023          | 28    | 0     | 0      | 5                | 0                | 0                | 1                       | 0                       | 0                       | 34    | 0     | 0      |
| Universidad Católica · Chile | Total club    | Total club    | 135   | 0     | 2      | 19               | 0                | 0                | 28                      | 0                       | 0                       | 182   | 0     | 2      |
| PFC Sochi · Rusia            | 1.ª           | 2023-24       | 12    | 1     | 0      | 1                | 0                | 0                | —                       | —                       | —                       | 13    | 1     | 0      |
| PFC Sochi · Rusia            | 2.ª           | 2024-25       | 16    | 1     | 1      | 2                | 0                | 0                | —                       | —                       | —                       | 18    | 1     | 1      |
| PFC Sochi · Rusia            | Total club    | Total club    | 28    | 2     | 1      | 3                | 0                | 0                | 0                       | 0                       | 0                       | 31    | 2     | 1      |
| Total carrera                | Total carrera | Total carrera | 163   | 2     | 3      | 22               | 0                | 0                | 28                      | 0                       | 0                       | 213   | 2     | 3      |
| 1. 2. 3.                     |               |               |       |       |        |                  |                  |                  |                         |                         |                         |       |       |        |

### Selecciones
| Selección      | Temporada     | Amistosos | Amistosos | Sudamérica | Sudamérica | Mundial | Mundial | Total | Total |
| Selección      | Temporada     | Part.     | Goles     | Part.      | Goles      | Part.   | Goles   | Part. | Goles |
| -------------- | ------------- | --------- | --------- | ---------- | ---------- | ------- | ------- | ----- | ----- |
| Sub-17 · Chile | 2015          | 1         | 0         | —          | —          | 4       | 0       | 5     | 0     |
| Sub-17 · Chile | Total         | 1         | 0         | 0          | 0          | 4       | 0       | 5     | 0     |
| Sub-20 · Chile | 2018          | 2         | 1         | —          | —          | —       | —       | 2     | 1     |
| Sub-20 · Chile | Total         | 2         | 1         | 0          | 0          | 0       | 0       | 2     | 1     |
| Adulta · Chile | 2021          | 3         | 0         | —          | —          | —       | —       | 3     | 0     |
| Adulta · Chile | Total         | 3         | 0         | 0          | 0          | 0       | 0       | 3     | 0     |
| Total carrera  | Total carrera | 6         | 1         | 0          | 0          | 4       | 0       | 10    | 1     |
| 1.             |               |           |           |            |            |         |         |       |       |

### Resumen estadístico
| Competición                      | Partidos | Goles | Asistencias |
| -------------------------------- | -------- | ----- | ----------- |
| Primera División de Chile        | 135      | 0     | 2           |
| Liga Premier de Rusia            | 12       | 1     | 0           |
| Liga Nacional de Fútbol de Rusia | 16       | 1     | 1           |
| Copa Chile                       | 17       | 0     | 0           |
| Supercopa de Chile               | 2        | 0     | 0           |
| Copa de Rusia                    | 3        | 0     | 0           |
| Copa Libertadores                | 18       | 0     | 0           |
| Copa Sudamericana                | 10       | 0     | 0           |
| Selección Sub-17                 | 5        | 0     | 0           |
| Selección Sub-20                 | 2        | 1     | 0           |
| Selección adulta                 | 3        | 0     | 0           |
| Total                            | 223      | 3     | 3           |

## Palmarés

### Títulos nacionales
| Título             | Equipo                     | País  | Año  |
| ------------------ | -------------------------- | ----- | ---- |
| Primera División   | C. D. Universidad Católica | Chile | 2018 |
| Supercopa de Chile | C. D. Universidad Católica | Chile | 2019 |
| Primera División   | C. D. Universidad Católica | Chile | 2019 |
| Primera División   | C. D. Universidad Católica | Chile | 2020 |
| Supercopa de Chile | C. D. Universidad Católica | Chile | 2020 |
| Supercopa de Chile | C. D. Universidad Católica | Chile | 2021 |
| Primera División   | C. D. Universidad Católica | Chile | 2021 |

### Torneos internacionales
| Título               | Equipo             | Sede       | Edición |
| -------------------- | ------------------ | ---------- | ------- |
| Juegos Suramericanos | Selección de Chile | Cochabamba | 2018    |

### Distinciones individuales
| Distinción                                                    | Año  |
| ------------------------------------------------------------- | ---- |
| Mejor volante de 2020 por Encuesta El Deportivo de La Tercera | 2020 |
| Parte del Equipo Ideal de El Gráfico Chile - ANFP             | 2020 |